# Antônio Manuel Bueno de Andrada
Antônio Manuel Bueno de Andrada (São Paulo, 22 de janeiro de 1857 - Rio de Janeiro, 17 de junho de 1941), também conhecido por Bueno de Andrada, foi um engenheiro e político brasileiro.

## Biografia
Vida pessoal
Nascido em uma família de proeminentes políticos que tomaram parte na história do Brasil, era filho do Conselheiro Martim Francisco Ribeiro de Andrada e de Ana Benvinda Bueno Ribeiro de Andrada. Seu avô paterno, também chamado Martim Francisco Ribeiro de Andrada, era irmão de José Bonifácio de Andrada e Silva e de Antônio Carlos Ribeiro de Andrada Machado e Silva, personagens que tomaram parte em momentos importantes no processo de Independência do Brasil.
Bueno de Andrada formou-se em engenharia civil pela Escola Politécnica do Rio de Janeiro, em 1879. Como engenheiro trabalhou em projetos de saneamento e em linhas férreas, vindo a chefiar a Comissão de Obras Federais no então território federal do Acre, hoje estado do Acre, uma comissão técnica de melhoramentos nomeada pelo presidente Afonso Pena. Atuou também como engenheiro na estrada norte de São Paulo, em Araraquara, Bragantina e na  Estrada de Ferro Central do Brasil, no Rio de Janeiro.
Foi casado com Idalina Huet Bacelar, com quem teve dois filhos.
Carreira Política
Bueno de Andrada tomou parte nos movimentos políticos que resultaram na Abolição da Escravatura  em 1888 e na Proclamação da República no Brasil no ano seguinte.
Candidatou-se a deputado federal constituinte pelo estado de São Paulo em oposição a Deodoro da Fonseca, mas não foi eleito.
Elegeu-se deputado estadual constituinte em São Paulo, pelo Partido Republicano Paulista (PRP) e, após a promulgação da Constituição estadual, foi senador estadual.
Exerceu o mandato de deputado federal entre 1895 e 1902, sendo na última legislatura opositor do presidente Campos Sales. Regressou à Câmara dos Deputados entre 1909 e 1917, também pelo estado de  São Paulo.
Ainda, teve atuação política no antigo território do Acre. Por força do decreto n. 5.183, de 7 de abril de 1904, este foi organizado em três departamentos, denominados Alto Acre, Alto Purus e Alto Juruá, dirigidos por prefeitos nomeados pelo presidente da República. Chegando no Acre em 1907 como engenheiro e chefe da comissão de melhorias, Bueno de Andrada foi nomeado prefeito do Departamento do Alto Juruá. substituindo João Virgolino de Alencar, o que fez com que fosse lembrado como prefeito da atual capital  Rio Branco (Acre).
Na verdade, a administração se dava em Cruzeiro do Sul (Acre), sendo que Rio Branco só passou a ser considerada capital com a reorganização acreana de 1912, quando passa a ser a capital do novo departamento de Alto Acre.

## Homenagens
Em sua homenagem, foi batizado o distrito de Bueno de Andrada na cidade paulista de Araraquara.
1. ↑  https://cpdoc.fgv.br/sites/default/files/verbetes/primeira-republica/ANDRADA,%20Antônio%20Manuel%20Bueno%20de.pdf
2. 1 2  «O Cruzeiro do Sul : Orgão do Departamento do Alto Juruà (AC) - 1906 a 1917 - DocReader Web». memoria.bn.gov.br
3. ↑  «O Cruzeiro do Sul : Orgão do Departamento do Alto Juruà (AC) - 1906 a 1917 - DocReader Web». memoria.bn.gov.br
4. ↑  «Portal da Câmara dos Deputados». www2.camara.leg.br
5. ↑  «O Alto Purús : Orgam Official (AC) - 1908 a 1918 - DocReader Web». memoria.bn.gov.br
6. ↑  «Portal da Câmara dos Deputados». www2.camara.leg.br